# Росдорф (Гетинген)
Росдорф (њем. Rosdorf) град је у њемачкој савезној држави Доња Саксонија. Једно је од 29 општинских средишта округа Гетинген. Према процјени из 2010. у граду је живјело 12.050 становника. Посједује регионалну шифру (AGS) 3152021.

## Географски и демографски подаци
Росдорф се налази у савезној држави Доња Саксонија у округу Гетинген. Град се налази на надморској висини од 150 метара. Површина општине износи 66,5 km². У самом граду је, према процјени из 2010. године, живјело 12.050 становника. Просјечна густина становништва износи 181 становника/km².

## Међународна сарадња
| Мјесто | Држава | Врста сарадње | Од    |
| ------ | ------ | ------------- | ----- |
|        | Чешка  | партнерство   | 1993. |
| Извор  |        |               |       |